# 스기모토 교타

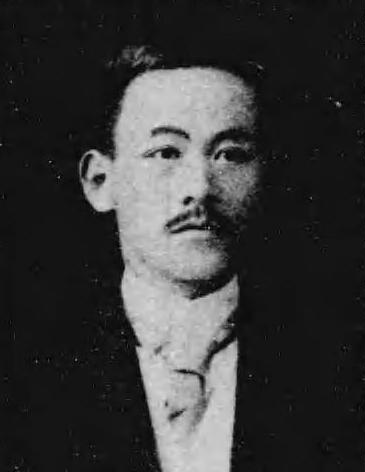

스기모토 교타(일본어: 杉本京太, 1882년 9월 20일 - 1972년 12월 26일)는 일본의 발명가이다. 1985년에는 특허 제도 제정 100주년을 맞아 "일본의 발명가" 부문에 선정되기도 하였다.
오사카 전신 기술자 양성소를 수료한 후, 활판 기술 관련 업무에 종사하다가 1915년에 일본어 타자기를 발명한 후, 특허를 취득하였다.